# James Bond III
James Bond III (nascut el 1966) és un actor i cineasta conegut per escriure, dirigir, produir i protagonitzar la pel·lícula de terror de 1990 Def by Temptation, a més de protagonitzar el pel·lícules de televisió The Sky Is Grey (1980), Booker (1984) i Go Tell It on the Mountain (1985).

## Primers anys i carrera professional
Bond va néixer a Harlem, Nova York, l'any 1966. Després d'interpretar un proxeneta en una obra de teatre escolar als 8 anys, els seus pares van trobar un agent de talents, cosa que el va portar a guanyar un paper com a Doc, un dels protagonistes preadolescents de la sèrie de televisió de la NBC The Red Hand Gang.

## Filmografia parcial

### Televisió
| Any       | Títol                      | Paper                 | Notes                                                    | Ref(s)      |
| --------- | -------------------------- | --------------------- | -------------------------------------------------------- | ----------- |
| 1977      | The Love Boat              | Theodore Dennison Jr. | Episodi: "Lost and Found/The Understudy/Married Singles" | [ 2 ]       |
| 1977      | The Red Hand Gang          | Doc                   | 12 episodis                                              | [ 2 ]       |
| 1978–1980 | The Waltons                | Josh Foster           | 2 episodis                                               | [ 2 ]       |
| 1979      | Wonder Woman               | T. Burton Phipps III  | Episodi: "The Man Who Could Not Die"                     | [ 2 ]       |
| 1980      | Vegas                      | Joey                  | Episodi: "The Hunter Hunted"                             | [ 2 ]       |
| 1980      | The Sky Is Gray            | James                 | Telefilm                                                 | [ 2 ]       |
| 1981      | B. J. and the Bear         | Louis                 | Episodi: "Beauties and the Beasts"                       | [ 2 ]       |
| 1981      | ABC Afterschool Special    | Joel Garth            | Episodi: "The Color of Friendship"                       | [ 3 ]       |
| 1985      | Go Tell It on the Mountain | John                  | Telefilm                                                 | [ 2 ] [ 4 ] |

### Cinema
| Any  | Títol                          | Paper          | Notes                                  | Ref(s)      |
| ---- | ------------------------------ | -------------- | -------------------------------------- | ----------- |
| 1979 | The Fish That Saved Pittsburgh | Tyrone Millman |                                        | [ 2 ] [ 4 ] |
| 1990 | Def by Temptation              | Joel Garth     | També guionista, director, i productor | [ 4 ]       |